# Tropidoscincus boreus
Tropidoscincus boreus — вид сцинкоподібних ящірок родини сцинкових (Scincidae). Ендемік Нової Каледонії.

## Поширення і екологія
Tropidoscincus boreus мешкають на півночі і в центрі Нової Каледонії. Вони живуть в різноманітних природних середовищах, зокрема в прибережних заростях і чагарникових заростях макі, у вологих рівнинних і гірських тропічних лісах. Зустрічаються на висоті до 1100 м над рівнем моря.